# Сарос (архипелаг)
 Тази статия е за островите.  За залива вижте Сароски залив.  
Сарос (на турски: Saros), или архипелаг Сарос на турски: Saros Adalar, е група от малки острови в Европейска Турция.
Намира се в Бяло море срещу устието на река Кавак в Сароския залив, простиращ се в най-североизточната част на морето между полуостров Галиполи и устието на р. Марица. Състои се от 3 малки острова :
- Голям остров (Buyukada или Yunus adasi – Делфинов остров),
- Среден остров (Kuçukada или Defne adasi – Остров на заливите) и
- Малък остров (Minikada или Böcek adasi – Остров на буболечките).

На 5 km от северно от него на брега, недалеч в планината от днешното село Сазлъдере (Sazlidere), са руините, останали от Карачели (Karaçali).
Едноименният с архипелага залив е дълъг 75 km и широк 35 km. Крайбрежието е туристическа дестинация. Местата са свързани с българската история.

## История
Любомир Милетич сочи в „Етнографична карта на Одринския вилает към 1912 г.“, че дотук в Беломорието достигат земите, в които има компактно българско население в Одринска Тракия. Островите са превзети от българската войска на 30 ноември 1912 г. през Балканската война. Войниците, направили десанта, са командвани от Симеон Радев.
През Междусъюзническата война турците отново окупират островите. При преговорите с Турция по приключилия войната Лондонски мирен договор линията Мидия – Сарос, където завършва Българското национално землище се приема за крайна точка на отстъпки спрямо заявената линия Мидия – Родосто и турските претенции. Единствено грубият натиск на Великите сили принуждава правителството да се съгласи на граница по линията Мидия – Енос, срещу обещанието втората ѝ точка на Бяло море да е някъде между Енос и Сарос.
Заливът дълго време е предпочитано място за военни амфибийни учения на НАТО. През есента на 1992 г. по време на натовското учение „Display Determination“, проведено в залива, турският разрушител TCG Muavenet (DM 357) по погрешка е поразен от 2 ракети Sea Sparrow, изстреляни от американския самолетоносач Saratoga. Инцидентът струва живота на няколко турски офицери, много чинове от личния състав на борда са тежко ранени, турският разрушител е непоправимо повреден и следващата година е нарязан за скрап.

## География
Селищата по крайбрежието на залива днес са: Gökçetepe, Mecidiye, Erikli, Danişment, Yayla, Karaincirli, Vakıf, Büyükevren, Sultaniçe, Gülçavuş и Енос, всички спадат към Одринския вилает. Най-близките острови в Бяло море са Имброс (Gökçeada) и Самотраки, но те са в открито море извън залива Сарос.
Северната анадолска разломна зона, най-важната активна сеизмична активност в Турция и източник на множество големи земетресения, преминавайки от залива на град Измит, пресича Мраморно море, навлиза в Бяло море и достига до залива на Сарос. Затова земетръсите не са изключение там. На южния бряг на Дарданелите, отвъд полуостров Галиполи и неговия проток, е мястото на легендарната Троя.
Ареалът на Сарос е отдалечен от индустриализираните райони, чист, с благоприятни водни течения. Той е популярен летен курорт за отдих с пясъчни плажове и кристално чисто море. Гмуркане, уиндсърфинг и риболов са най-практикувани водни спортове тук.